# Bersaglieri

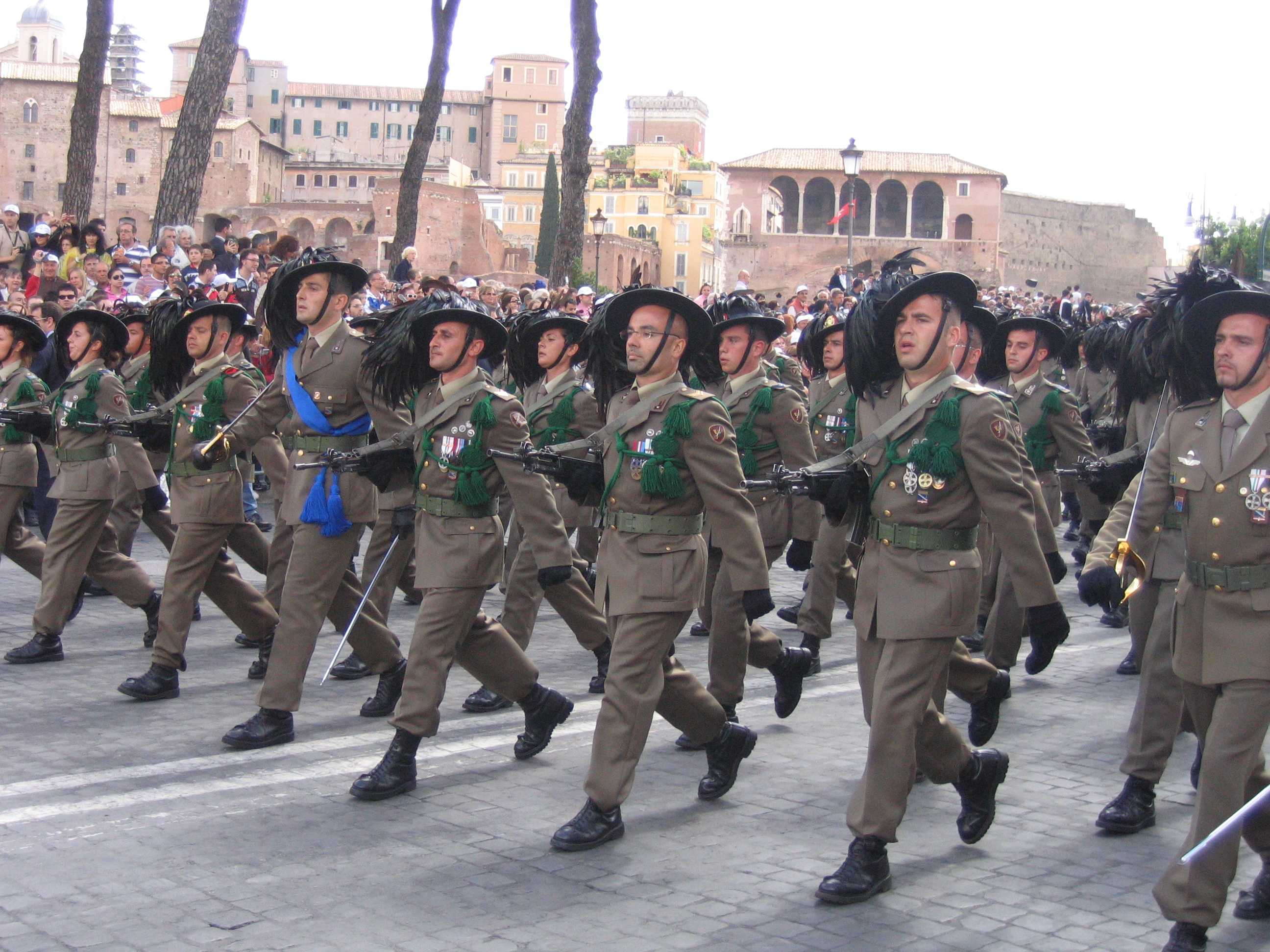
Paradtrupp ur 8. Bersaglieriregementet 2007

Bersaglieri (it. bersa'glio, målskjutningstavla), bersaljär på svenska,  italienska jägartrupper, skapat av general Alessandro Lamarmora, 1836.
Styrkan skapades av kungariket Sardinien och blev det fattiga landets svar på kavalleri. Det kännetecknande för styrkan var den höga mobiliteten, förbanden kunde förflyttas snabbt då en ofta använd marschtakt för lätt infanteri vid den här tiden var löphastighet eller marschsteg i dubbel hastighet. Detta används än idag vid parader.  
Första gången de sattes in i strider var under Krimkriget och de skulle utmärka sig som mycket duktiga soldater. Anledningen till deltagandet var att kungadömet Sardinien ville förbättra sin relation till Frankrike. 
Bersaglieri gjorde betydande insatser i båda världskrigen och har i modern tid tjänstgjort i det forna Jugoslavien, Irak, Somalia och Afghanistan.

## Ikonisk uniform
I förbandens uniform ingår en rundkullig, svart hatt med tuppfjädrar från rasen javanesisk bantamhöna instuckna i bandet, varav officerarnas dito är längre och praktfullare. Fjäderskruden sägs från början ha haft en kamouflerande funktion.   
Samma typ av hatt, men med en mer preussiskliknande uniformering användes i Sverige av förbandet Värmlands fältjägare. I Norge är Hans Majestät Kongens garde fortfarande klädda i samma hattyp, men har hästtagel istället för fjädrar i hatten. En teori bakom denna hattekipering är att Sverige och Norge vid tiden för det italienska enandet ingick i en union med varandra och att man sålunda ville signalera enighet. De nämnda förbanden löste även uppgifter för lätt infanteri.   
Fjädrarna från den traditionellt rundkulliga hatten bärs även i modern tid på bersaglierisoldaternas kevlarhjälmar.

## Organisation
- 1.a Bersaglieri  regimentet "La Marmorabataljonen" i Cosenza, en del av Garibaldi Bersaglieribrigaden.
- 3.e Bersaglieri regimentet, "Poggio Scannobataljonen" i Teulada, en del av Sassari mekaniserade brigad.
- 6.e Bersaglieri regimentet, "Palestrobataljonen" i Trapani, en del av Aosta mekaniserade brigad
- 7.e Bersaglieri regimentet,"Bezzeccabataljonen" i Bari som  Pinerolo mekaniserade brigad
- 8.e Bersaglieri regimentet, "Cernaiabataljonen" i Caserta som del av Garibaldi Bersaglieribrigad
- 11.e Bersaglieri regimentet "Caprerabataljonen" i Orcenico Superiore som del av Ariete pansarbrigad.